# Serie A 1950/1951
Soutěžní ročník Serie A 1950/1951 byl 49. ročník nejvyšší italské fotbalové ligy a 19. ročník pod názvem Serie A. Konal se od 10. září 1950 do 17. června 1951 a skončila vítězstvím Milána, který vyhrál po dlouhých 44 letech již čtvrtý titul.
Nejlepším střelcem se stal opět švédský fotbalista Gunnar Nordahl (Milán), který vstřelil v sezoně 34 branek.

## Události

### Před sezonou
Do 2. ligy sestoupili dva kluby: Bari a Benátky. Nováčci z 2. ligy byla Neapol a Udinese. Neapol se vrátila po dvou letech a Udinese se zúčastnilo poprvé od založení Serie A. 
Díky bronzovým medailím z MS 1950 se do ligy dostalo spousta švédských fotbalistů. Římané koupili Nordahla, Sundqvista (oba IFK Norrköping) a Anderssona (AIK Stockholm), v Janov Nilssona, Tappera (oba Malmö FF) a Mellberga (AIK Stockholm). Ingvar Gärd (Malmö FF) posílil Sampdorii a Skoglund (AIK Stockholm) Inter.
Obhájci titulu Juventus se před sezonou posílili o Ferraria (Lucchese) a střelce Hansena (Atalanta), naopak odešla legenda klubu Rava (Novara). Milán se posílil jen o Silvestriho (Modena) a jeho rival Inter koupil Blasona (Triestina). Naopak z Nerazzurri odešel Amadei (Neapol) a také klubová legenda, která hrála za klub dlouhých 14 let: Campatelli (Boloňa). 
Další změny byli: Amos Mariani (Juventus → Atalanta), Edmondo Fabbri (Atalanta → Brescia), Giuseppe Casari (Atalanta → Neapol), Leandro Remondini (Lazio → Neapol), Ardico Magnini (Pistoiese → Fiorentina), Giuseppe Moro (Turín → Lucchese).

### Během sezony
Již od zahájení sezony se do vedení dostávali oba Milánské kluby. Inter vedl od 11. až do 20. kola, poté se do vedení dostal městský rival Milán. I když Rossoneri posledních pět zápasů nevyhrály, nakonec měly o jeden bod víc než druhý Inter a o šest bodů než třetí Juventus. Mohly tak po dlouhých 44 letech slavit svůj již čtvrtý titul.
V sestupových příčkách se pohybovalo celkem 6 týmů a do posledních kol se bojovalo o udržení v lize. Ještě před dvěma lety se Turín radoval s titulu ale v sezoně se zachránil v posledních kolech o dva body. Také Lucchese, Triestina a Padova se zachránilo. Nejhůře skončil devítinásobný mistr Janov, který sestoupil po 16 letech. Druhým sestupujícím se stal Řím, který spadl poprvé v klubové historii.

## Účastníci
| Klub       | Město         | Stadion                    | Trenér | Nejlepší střelec                            |
| ---------- | ------------- | -------------------------- | --- | ------------------------------------------- |
| Atalanta   | Bergamo       | Stadio Comunale            | Giovanni Varglien (1.–17. kolo) Luigi Tentorio + Francesco Simonetti (18. kolo) Denis Charles Neville                      | Jørgen Sørensen (19)                        |
| Boloňa     | Boloňa        | Stadio Comunale            | Edmund Crawford (1.–36. kolo) Raffaele Sansone                                                                             | Gino Cappello (16)                          |
| Como       | Como          | Stadio Giuseppe Sinigaglia | Mario Varglien | Benito Meroni, Ercole Rabitti (11)          |
| Fiorentina | Florencie     | Stadio Comunale            | Luigi Ferrero | Giancarlo Vitali (9)                        |
| Janov      | Janov         | Stadio Luigi Ferraris      | Manlio Bacigalupo (1.–8. kolo) Manlio Bacigalupo + Giulio Cappelli                                                         | Bror Mellberg (13)                          |
| Inter      | Milán         | Stadio San Siro            | Aldo Olivieri + Giulio Cappelli (1.–8. kolo) Aldo Olivieri                                                                 | István Nyers (31)                           |
| Juventus   | Turín         | Stadio Comunale di Torino  | Jesse Carver | John Hansen (23)                            |
| Lazio      | Řím           | Stadio Nazionale           | Mario Sperone | Norberto Höfling (11)                       |
| Lucchese   | Lucca         | Stadio Porta Elisa         | György Sárosi (1.–11. kolo) Ivo Fiorentini (12.–23. kolo) György Sárosi                                                    | István Mike Mayer (13)                      |
| Milán      | Milán         | Stadio San Siro            | Lajos Czeizler + Antonio Busini                                                                                            | Gunnar Nordahl (34)                         |
| Neapol     | Neapol        | Stadio della Liberazione   | Eraldo Monzeglio | Amedeo Amadei, Naim Krieziu (11)            |
| Novara     | Novara        | Stadio Comunale            | Edmondo Mornese + Nereo Marini (1.–15. kolo) Edmondo Mornese (16.–19. kolo) Edmondo Mornese + Giovanni Varglien            | Silvio Piola (19)                           |
| Padova     | Padova        | Stadio Silvio Appiani      | Pietro Serantoni (1.–15. kolo) Pietro Sforzin + Antonio Blasevich (16.–17. kolo) Giovanni Ferrari (18.–30. kolo) Frank Soo | José Curti (13)                             |
| Palermo    | Turín         | Stadio La Favorita         | Giuseppe Viani | Dante Di Maso (15)                          |
| Pro Patria | Busto Arsizio | Stadio Comunale            | Giuseppe Meazza (1.–15. kolo) Elemér Berkessy + Giuseppe Meazza                                                            | István Turbéky (9)                          |
| Řím        | Řím           | Stadio Nazionale           | Adolfo Baloncieri (1.–15. kolo) Pietro Serantoni (16.–33. kolo) Guido Masetti                                              | Stig Sundqvist (9)                          |
| Sampdoria  | Janov         | Stadio Luigi Ferraris      | Giuseppe Galluzzi (1.–30. kolo) Gipo Poggi                                                                                 | Renato Gei (12)                             |
| Turín      | Turín         | Stadio Filadelfia          | Giuseppe Bigogno + Roberto Copernico (1.–33. kolo) Giuseppe Bigogno                                                        | Benjamín Santos (14)                        |
| Triestina  | Terst         | Stadio Comunale            | Béla Guttmann | Enore Boscolo (9)                           |
| Udinese    | Udine         | Stadio Moretti             | Guido Testolina | Giovanni Perissinotto, Erling Sørensen (10) |

## Tabulka
| Poř. | Tým        | Z  | V  | R  | P  | VG  | OG | B  |
| ---- | ---------- | -- | -- | -- | -- | --- | -- | -- |
| 1.   | Milán      | 38 | 26 | 8  | 4  | 107 | 39 | 60 |
| 2.   | Inter      | 38 | 27 | 5  | 6  | 107 | 43 | 59 |
| 3.   | Juventus   | 38 | 23 | 8  | 7  | 103 | 44 | 54 |
| 4.   | Lazio      | 38 | 18 | 10 | 10 | 64  | 50 | 46 |
| 5.   | Fiorentina | 38 | 18 | 8  | 12 | 52  | 42 | 44 |
| 6.   | Neapol     | 38 | 15 | 11 | 12 | 57  | 52 | 41 |
| 7.   | Boloňa     | 38 | 16 | 9  | 13 | 61  | 59 | 41 |
| 8.   | Como       | 38 | 18 | 4  | 16 | 56  | 66 | 40 |
| 9.   | Udinese    | 38 | 11 | 13 | 14 | 46  | 61 | 35 |
| 10.  | Palermo    | 38 | 14 | 6  | 18 | 59  | 67 | 34 |
| 11.  | Pro Patria | 38 | 14 | 6  | 18 | 47  | 74 | 34 |
| 12.  | Novara     | 38 | 13 | 7  | 18 | 56  | 67 | 33 |
| 13.  | Sampdoria  | 38 | 12 | 9  | 17 | 51  | 76 | 33 |
| 14.  | Atalanta   | 38 | 10 | 12 | 16 | 48  | 69 | 32 |
| 15.  | Lucchese   | 38 | 11 | 8  | 19 | 44  | 53 | 30 |
| 16.  | Triestina  | 38 | 10 | 10 | 18 | 45  | 67 | 30 |
| 17.  | Turín      | 38 | 9  | 12 | 17 | 46  | 69 | 30 |
| 18.  | Padova     | 38 | 12 | 5  | 21 | 49  | 68 | 29 |
| 19.  | Řím        | 38 | 10 | 8  | 20 | 48  | 54 | 28 |
| 20.  | Janov      | 38 | 9  | 9  | 20 | 46  | 72 | 27 |

Poznámky
- Z = Odehrané zápasy; V = Vítězství; R = Remízy; P = Prohry; VG = Vstřelené góly; OG = Obdržené góly; B = Body
- za výhru 2 body, za remízu 1 bod, za prohru 0 bodů.
- při rovnosti bodů rozhodovalo skóre.

|  | Mistr ligy a účast v Latinském poháru |
|  | Účast v Zentropa Cup                  |
|  | Sestup do Serie B                     |

## Statistiky

### Výsledková tabulka
|            | Atalanta | Boloňa | Como | Fiorentina | Janov | Inter | Juventus | Lazio | Lucchese | Milán | Neapol | Novara | Padova | Palermo | Pro Patria | Řím | Sampdoria | Turín | Triestina | Udinese |
| ---------- | -------- | ------ | ---- | ---------- | ----- | ----- | -------- | ----- | -------- | ----- | ------ | ------ | ------ | ------- | ---------- | --- | --------- | ----- | --------- | ------- |
| Atalanta   | –        | 2:0    | 2:1  | 0:2        | 2:1   | 3:3   | 1:5      | 1:0   | 0:5      | 4:7   | 2:2    | 3:0    | 3:1    | 3:2     | 1:0        | 0:0 | 0:0       | 1:1   | 1:0       | 0:0     |
| Boloňa     | 3:2      | –      | 0:2  | 0:1        | 3:3   | 1:1   | 0:5      | 7:2   | 2:0      | 0:0   | 2:0    | 1:0    | 2:2    | 2:0     | 5:2        | 3:1 | 0:0       | 2:1   | 1:0       | 5:2     |
| Como       | 1:0      | 2:1    | –    | 1:0        | 3:2   | 3:1   | 1:0      | 2:1   | 5:0      | 2:2   | 1:2    | 2:1    | 1:0    | 2:1     | 2:1        | 1:0 | 2:0       | 4:2   | 3:1       | 0:2     |
| Fiorentina | 1:0      | 2:1    | 3:0  | –          | 1:0   | 1:2   | 1:2      | 1:0   | 3:1      | 1:1   | 2:0    | 2:1    | 4:1    | 1:0     | 3:0        | 1:0 | 3:0       | 3:3   | 3:1       | 1:1     |
| Janov      | 0:2      | 1:2    | 3:2  | 1:1        | –     | 2:2   | 0:3      | 3:0   | 2:1      | 0:3   | 1:2    | 3:0    | 3:1    | 0:0     | 1:0        | 2:2 | 2:3       | 1:0   | 3:2       | 1:1     |
| Inter      | 3:1      | 3:1    | 4:2  | 2:0        | 5:2   | –     | 3:0      | 0:0   | 2:1      | 0:1   | 4:3    | 5:0    | 5:1    | 3:1     | 6:0        | 6:0 | 5:1       | 3:1   | 2:0       | 6:1     |
| Juventus   | 6:2      | 1:1    | 0:3  | 5:0        | 4:1   | 0:2   | –        | 1:1   | 1:0      | 1:1   | 3:2    | 4:0    | 5:1    | 4:1     | 2:1        | 7:2 | 7:2       | 5:1   | 2:2       | 1:1     |
| Lazio      | 5:0      | 1:0    | 2:0  | 2:1        | 3:1   | 3:3   | 0:3      | –     | 2:0      | 1:1   | 3:1    | 0:0    | 4:0    | 3:3     | 4:2        | 2:1 | 2:2       | 3:0   | 2:0       | 3:2     |
| Lucchese   | 2:1      | 0:1    | 5:0  | 0:2        | 0:0   | 3:2   | 0:1      | 1:1   | –        | 1:5   | 1:0    | 2:2    | 3:2    | 0:0     | 0:0        | 1:0 | 4:0       | 2:0   | 2:0       | 0:1     |
| Milán      | 3:3      | 1:2    | 7:2  | 1:0        | 4:0   | 2:3   | 2:0      | 1:2   | 2:0      | –     | 2:1    | 9:2    | 3:1    | 9:0     | 2:0        | 2:0 | 2:0       | 3:0   | 2:0       | 6:2     |
| Neapol     | 0:0      | 4:1    | 7:0  | 3:2        | 1:1   | 0:4   | 1:1      | 0:0   | 1:0      | 3:5   | –      | 3:0    | 1:0    | 3:0     | 1:1        | 0:0 | 4:0       | 1:1   | 2:1       | 2:1     |
| Novara     | 1:1      | 1:2    | 1:1  | 0:1        | 1:0   | 0:1   | 3:1      | 4:2   | 3:3      | 1:3   | 6:0    | –      | 2:1    | 3:0     | 3:0        | 1:0 | 3:0       | 3:2   | 4:1       | 2:0     |
| Padova     | 0:0      | 0:2    | 3:1  | 3:0        | 4:0   | 2:3   | 0:1      | 2:0   | 2:1      | 1:2   | 2:0    | 1:2    | –      | 1:0     | 3:1        | 3:1 | 2:1       | 2:2   | 2:0       | 1:1     |
| Palermo    | 2:0      | 1:1    | 3:0  | 1:0        | 4:1   | 0:3   | 1:5      | 2:1   | 1:0      | 0:2   | 0:1    | 3:2    | 3:1    | –       | 8:0        | 3:0 | 4:1       | 1:1   | 6:0       | 1:0     |
| Pro Patria | 2:0      | 1:1    | 3:0  | 1:0        | 4:1   | 0:3   | 1:5      | 2:1   | 1:0      | 0:2   | 0:1    | 3:2    | 3:1    | 8:0     | –          | 3:0 | 4:1       | 1:1   | 6:0       | 1:0     |
| Řím        | 3:3      | 2:2    | 2:0  | 3:0        | 0:1   | 0:1   | 3:0      | 0:1   | 0:1      | 2:1   | 0:0    | 0:0    | 5:0    | 1:2     | 2:0        | –   | 5:0       | 1:0   | 5:0       | 4:1     |
| Sampdoria  | 2:1      | 7:2    | 2:1  | 0:0        | 2:1   | 0:4   | 1:1      | 1:1   | 3:1      | 1:2   | 3:1    | 1:1    | 1:2    | 5:1     | 2:0        | 1:0 | –         | 2:1   | 3:1       | 1:1     |
| Turín      | 1:1      | 1:1    | 2:2  | 1:1        | 2:1   | 2:1   | 1:4      | 0:1   | 2:0      | 0:4   | 0:0    | 2:1    | 2:1    | 2:1     | 1:0        | 0:0 | 3:1       | –     | 1:0       | 3:3     |
| Triestina  | 2:1      | 2:1    | 1:0  | 1:1        | 0:0   | 2:1   | 2:2      | 1:3   | 0:0      | 3:4   | 1:1    | 3:0    | 0:0    | 4:2     | 3:1        | 4:2 | 2:1       | 2:0   | –         | 0:0     |
| Udinese    | 2:1      | 2:1    | 1:1  | 2:2        | 1:0   | 1:3   | 0:3      | 2:3   | 2:1      | 0:0   | 0:1    | 2:1    | 2:0    | 0:0     | 0:3        | 1:0 | 3:0       | 3:1   | 1:1       | –       |

### Střelecká listina
| Pořadí | Jméno               | Klub     | Branky |
| ------ | ------------------- | -------- | ------ |
| 1.     | Gunnar Nordahl      | Milán    | 34     |
| 2.     | István Nyers        | Inter    | 31     |
| 3.     | Karl Aage Hansen    | Juventus | 23     |
| 3.     | Faas Wilkes         | Inter    | 23     |
| 5.     | Giampiero Boniperti | Juventus | 22     |
| 6.     | Benito Lorenzi      | Inter    | 21     |
| 7.     | John Hansen         | Juventus | 20     |
| 8.     | Silvio Piola        | Novara   | 19     |
| 8.     | Jørgen Sørensen     | Atalanta | 19     |
| 10.    | Carlo Annovazzi     | Milán    | 16     |
| 10.    | Gino Cappello       | Boloňa   | 16     |
| 10.    | Karl Aage Præst     | Juventus | 16     |

## Vítěz
| Serie A Vítěz pro rok 1950/51 |
| ----------------------------- |
| AC Milán                      |
|                               |